# L.M. 킷 카슨
L.M. 킷 카슨(L. M. Kit Carson, 1941년 8월 12일 ~ 2014년 10월 20일)은 미국의 각본가, 영화배우, 텔레비전 배우, 영화 프로듀서이다.
어빙에서 태어났으며 댈러스에서 사망하였다. 사인은 폐렴이다.

## 영화
- 크로우 위키드 플레이어 (2005년)
- 템포 (2003년)
- CQ (2001년)
- 퍼퓸 (2001년)
- 한여름 밤의 꿈 (1999년)
- 허리케인 (1997년)
- 바틀 로켓 (1996년)
- 허공에의 질주 (1988년) - 거스 위낸트 역
- 텍사스 전기톱 학살 2 (1986년)
- 파리 텍사스 (1984년)
- 브레드레스 (1983년)
- 마지막 말 (1979년)
- 더 아메리칸 드리머 (1971년)
- 데이빗 홀즈먼의 일기 (1967년)